# Shubal Stearns
Shubal Stearns Subael (nascido em Boston, 28 de janeiro de 1706, morreu em 20 de novembro de 1771 em Sandy Creek, perto de Liberty, atual Randolph County, NC) foi um evangelista e pregador. 

Apesar do seu nome raramente ser mencionado, destacou-se por plantar as sementes para a direção espiritual de grande parte da população dos Estados Unidos. Com um ministério altamente bem sucedido, Stearns está indissociavelmente entrelaçado com o surgimento e expansão dos batistas separados - muito em especial no sul dos EUA onde a fé batista de hoje é a da maioria das pessoas.

## História
A família Stearns era membro da Igreja Congregacional em Tolland, Connecticut, quando em 1745 ouviu o evangelista George Whitefield. 
Whitefield pregou que em vez de tentar reformar a Igreja Congregacional em relação a questões doutrinárias era necessário separar-se dela, daí que os seus seguidores tenham sido denominados de "New Lights". Stearns foi convertido, tornou-se um pregador e adoptou o parecer do Grande Despertar do avivamento e conversão. O "New Lights" também veio a ser chamado de "Separa ", em parte porque apontou para 2 Coríntios. 6:17 "Sede"  - separado - do mainstream "luz de idade" igreja Congregacional.
A Igreja Stearns envolveu-se na polémica do batismo em 1751. Stearns rejeitou o batismo infantil e procurou o batismo nas mãos de Morse Palmer (batista ministro da Stonington, Connecticut). Em março, Shubal Stearns foi ordenado ao ministério batista por Morse Palmer e Josué, o pastor da New London, Connecticut. A sua igreja de "separa", tornou-se batista, sendo a partir de então a ser conhecidos como os batistas em separado.
Em 1754, Stearns e alguns de seus seguidores mudou-se para sul de Opequon, Virgínia, naquele tempo na fronteira ocidental. Aqui, ele se juntou Daniel Martins e sua esposa Martha (irmã de Stearns), que já estavam ativos numa igreja batista local. Durante sua curta estadia na Virgínia, Stearns e Marechal pregaram o Evangelho com grande zelo e foram acusados de serem "ministros desordenados" por alguns fiéis que se queixaram da Associação Filadélfia, mas essa acusação foi julgada imprudente.
Em 22 de novembro de 1755, Stearns e seu partido, mudaram-se para o sul de Sandy Creek, no condado de Guilford, Carolina do Norte para construir uma nova igreja. Esta parte era constituída por oito homens e suas esposas, a maioria parentes de Stearns. Stearns pastoreou em Sandy Creek até sua morte. De lá, espalhou em separado batistas do sul. A igreja cresceu rapidamente a partir de 16 membros para 606. Os membros da Igreja mudaram-se para outras áreas e iniciaram outras igrejas.
A Sandy Creek Associação foi formada em 1758. Morgan Edwards, um pastor batista que visitaram Sandy Creek ano após a morte Stearns, registrou que, "em 17 anos, [Sandy Creek] espalhou seus ramos para o oeste até o grande rio Mississippi, sul, tanto como a Geórgia, a leste, até o mar e Chesopeck [sic] Bay, e para o norte para as águas do Pottowmack [sic], que, em 17 anos, é tornar-se mãe, avó e bisavó de 42 igrejas, das quais surgiu 125 ministros. " Com base no testemunho de quem se lembrava dele, Edwards descreveu Stearns como pregador ardente e carismático, que foi capaz de inspirar as emoções mais poderosas em sua congregação.
Nenhum dos sermões Stearns sobreviveu por escrito, mas um tema central parece ter sido a necessidade de seguidores de Cristo para ser "nascido de novo" a partir de dentro, que a princípio parecia estranho paroquianos na Carolina do Norte, que nunca pensou em sua religião como nada mais do que externa. [2] Seu estilo de pregação se tornou o modelo para muitos outros pregadores que tentavam copiar o exemplo, até os mínimos gestos ou inflexão de voz. Stearns acreditava que Deus derrama seu espírito como água sobre um novo crente, sem a necessidade especial de aprendizagem ou instrução, e esta 'manifestação' rapidamente tornou-se uma inundação que se espalham de Sandy Creek em todas as partes da fronteira sul.
Stearns era casado com Sarah Johnson, mas nunca teve filhos.